# ПФК Сабаил
„Сабаил“ (на азербайджански: Səbail Peşəkar Futbol Klubu) е азербайджански футболен клуб от едноименното предградие на столицата Баку. Основан през 2016 година. Домакинските си мачове играе на стадион „Баил Арена“ в Баку с капацитет до 5000 зрители.
От 2017 година играе в Премиер лигата.

## Успехи
- Премиер лига:
  -  Трето място (1): 2018/19
- Първа дивизия
  -  Второ място (1): 2016/17

## Треньори
- Елман Султанов (2016 – 2017)
- Самир Алиев (2017 – )